# Heinrich Sattler (Musiker)
Heinrich Sattler (* 3. April 1811 in Quedlinburg; † 17. Oktober 1891 in Braunschweig; auch: Johann Heinrich Ferdinand Sattler) war ein deutscher Organist und Publizist.

## Leben
Sattler war Schüler von W. Liebau in Quedlinburg und von Johann Nepomuk Hummel in Weimar, einem Schüler Wolfgang Amadeus Mozarts. Er war 1838 als Organist in Blankenburg tätig. 1861 wurde er als Seminarmusiklehrer nach Oldenburg berufen, wo er auch als Theoretiker und Komponist hervortrat. Er verfasste unter anderem eine musikalische Partitur mit der Bezeichnung Theoretisch-praktische Orgelschule und die Schrift Die Orgel. Zudem hatte er eine Harmonielehre und eine Schule für Schul-Gesang verfasst. Zu seinen Kompositionen zählten Schul-, Orgel- und Chorwerke. Durch die Freundschaft zu seinem Lehrer Johann Nepomuk Hummel angeregt schrieb er 1856 ein Buch zur Erinnerungen an Mozarts Leben und Werke.

## Veröffentlichungen (Auswahl)
- Mozart: Erinnerung an sein Leben und Wirken; nebst Bemerkungen über dessen Bedeutung für die Tonkunst. Schulbuchhdlg. d. Th. L. V., Langensalza 1856, OCLC 503715533.
- Die Orgel. Nach den Grundsätzen der neuesten Orgelbaukunst, dargestellt und den Organistenschulen, Seminarien, Präparanden-Anstalten, so wie allen Freunden der Orgel und des Orgelbauses gewidmet. Schulbuchhandlung d. Th. L.V., Langensalza 1857. (Mit Nachwort zur Neuedition: Beltz, Weinheim 1996, OCLC 312171000.)
- Theoretisch-praktische Orgelschule. Zum Gebrauch in Seminarien, Präparanden-Anstalten, Orgelinstituten u.s.w., sowie zum Privatgebrauche. G.W. Körner, Erfurt 1859, OCLC 86117180.

## Kompositionen
- Die Sachsentaufe (Oratorium)[2]
- Triumph des Glaubens (Kantate)
- Der Taucher (nach Schiller)
- Messe für drei Frauenstimmen
- Kammermusikwerke
- Chöre[1]